# 地のはてから
『地のはてから』（ちのはてから）は、日本の小説家乃南アサによる小説である。
単行本は、2010年11月17日に、講談社創業100周年記念書き下ろし作品として刊行された。単行本の装幀は、川上成夫による。単行本の装画には、東山魁夷の『緑の窓』が採用されている。
2011年、井上荒野『そこへ行くな』とともに第6回中央公論文芸賞を受賞する。文庫版は、2013年3月15日に講談社文庫より刊行された。
知床半島塾運営委員長の河面孝子によると、著者の乃南は、執筆のために北海道を何度も訪れ、開拓時代に大量にバッタが発生したことの他に、アイヌ文化などについて、よく知っている人に会いに行ったり資料を探したりして、徹底的に取材をしていたという。

## あらすじ
登野原作四郎は、農家の四男坊であり、妻のつねとの間にできた娘をとわと名付けた。大正時代の初期に、作四郎が株で大きな損をして借金を抱えたために、とわが2歳のときに、作四郎とその家族は、夜逃げをして福島から北海道に渡り、知床のイワウベツ（現在の斜里町）に開拓移民として入植する。
イワウベツは、クマザサが繁茂している鬱蒼とした原野であった。木々を伐採して畑を広げ、農作物をつくっても、大量に発生するバッタによって食い荒らされてしまうなど、イワウベツでの生活は多くの苦労を伴った。しばらくして、とわは、宇登呂という漁村にある漁港に出稼ぎに行った作四郎が、アルコールに溺れて海に落ちて亡くなったことを知る。

## 主な登場人物
登野原作四郎
農家の四男坊。
つね
作四郎の妻。
とわ
作四郎の娘。

## 書評
ライターの池田千波留は、「北海道開拓、第二次世界大戦、アイヌの問題などを含みつつ、思うように行かない人生を強く生きる意味、『とにかく生きることが大切』というメッセージが熱く伝わってくる」と評価している。上士幌町のウェブページには、「確実に言えるのは、女の強さが強調されていることだ。男はと言えば、全く軟弱で、あまりに脆く描かれている」との評価が掲載されている。